# Moneglia
Moneglia est une commune italienne de la ville métropolitaine de Gênes dans la région Ligurie en Italie.

## Administration
| Période                                  | Période | Identité | Étiquette | Qualité |
| ---------------------------------------- | ------- | -------- | --------- | ------- |
|                                          |         |          |           |         |
| Les données manquantes sont à compléter. |         |          |           |         |

### Hameaux
Bracco, Lemeglio, San Saturnino

### Communes limitrophes
Casarza Ligure, Castiglione Chiavarese, Deiva Marina, Sestri Levante

## Personnalités
- Giuseppe Domenico Botto (1791-1865), physicien né à Moneglia.